# 오파투프군

시비엥토크시스키에주 지도에 표시된 오파투프군의 위치

오파투프군(폴란드어: powiat opatowski)은 폴란드 시비엥토크시스키에주에 위치한 군으로 군청 소재지는 오파투프이며 면적은 911.51km2, 인구는 53,942명(2019년 기준), 인구 밀도는 59명/km2이다.
북쪽으로는 오스트로비에츠군, 마조프셰주 립스코군, 북동쪽으로는 루블린주 오폴레군, 동쪽으로는 산도미에시군, 루블린주 크라시니크군, 남서쪽으로는 스타슈프군, 서쪽으로는 키엘체군과 접한다. 8개 지방 자치체(2개 도시형 농촌, 6개 농촌)를 관할한다.

군 문장